# Strage dei Trinci
La strage dei Trinci (o eccidio di Nocera), avvenuta a partire dal 30 dicembre 1419, fu l'esecuzione sommaria di alcuni esponenti della famiglia nobile dei Trinci, signori di Foligno.

## Avvenimenti

Stemma della famiglia Trinci

Niccolò Trinci, signore di Foligno e vicario di Nocera, ebbe una relazione sentimentale con Orsolina, moglie di Pietro da Rasiglia, castellano di Nocera e uomo di fiducia dei Trinci. Costui, per vendicarsi del torto subito, invitò i tre fratelli Niccolò, Corrado e Bartolomeo Trinci e Berardo da Varano, scampato alla strage, ad una battuta di caccia nei dintorni di Nocera. Corrado non vi partecipò poiché si trovava a Trevi, mentre Niccolò e Bartolomeo, al termine della battuta, furono ospitati per la notte nella rocca della città. Niccolò fu il primo ad essere ucciso nel letto e la stessa sorte toccò la mattina seguente a Bartolomeo. Il castellano cercò inoltre di incitare la popolazione locale a schierarsi contro i Trinci, invano. Corrado, venuto a conoscenza dei delitti, chiese aiuto al capitano di ventura Braccio da Montone, col quale era imparentato, che assediò la città. Pietro, rifugiatosi con la moglie nel Campanaccio, prima di morire, la buttò giù dalla torre. Corrado, non pago di quanto accaduto, giustiziò il padre del castellano, Pasquale da Rasiglia, tagliandolo a pezzi, e fece uccidere i parenti di quest'ultimo fino al terzo grado.